# Ženská basketbalová liga 2017-2018
Il campionato ceco di pallacanestro femminile 2017-2018 è stato il 25º.
Il ZVVZ USK Praga ha vinto il campionato per l'undicesima volta superando nella finale play-off il Královo Pole Brno per 3-0.

## Regolamento
Le squadre classificate dal primo all'ottavo posto al termine della regular season si qualificano ai play-off per l'assegnazione del titolo di campione della Repubblica Ceca.
Le squadre classificate dal nono al dodicesimo posto disputano i play-out.

## Squadre partecipanti
| Squadra               | Allenatore      | Campo di gioco                   | Risultato stagione 2016-17 |
| --------------------- | --------------- | -------------------------------- | -------------------------- |
| ZVVZ USK Praga        | Natália Hejková | Královka Arena di Praga          | 1º posto in ŽBL, campione  |
| Sokol HK              | Romana Ptáčková | Hala Sokol di Hradec Králové     | 2º posto in ŽBL, finalista |
| Královo Pole Brno     | David Zdeněk    | Městská hala di Brno             | 3º posto in ŽBL, terza     |
| DSK Nymburk           | Daniel Kurucz   | Sportovní centrum ČUS di Nymburk | 4º posto in ŽBL, quarta    |
| BLK Slavia Praga      | Martin Stavěl   | Hala Slavie Eden di Praga        | 5º posto in ŽBL            |
| Brno                  | Viktor Pruša    | SH Rosnicka di Brno              | 6º posto in ŽBL            |
| BK Loko Trutnov       | Petr Kapitulčin | 3. ZŠ di Trutnov                 | 7º posto in ŽBL            |
| Lok. Karlovy Vary     | Tomáš Pavelka   | KV Aréna di Karlovy Vary         | 8º posto in ŽBL            |
| SBŠ Ostrava           | Tibor Jány      | SH Ostrava-Tatran di Ostrava     | 9º posto in ŽBL            |
| Slovanka MB           | Martin Kárník   | Sportovní hala di Mladá Boleslav | 10º posto in ŽBL           |
| U19 Chance Strakonice | Petr Martínek   | STARZ Aréna di Strakonice        | 11º posto in ŽBL           |
| MK Technic Brno       | Lucie Zítková   | SH Morenda di Brno               | 12º posto in ŽBL           |

## Stagione regolare

### Classifica
|  | Pos. | Squadra                | Pt. | G  | V  | P  | PtF  | PtS  | Dif.  | QP    | Qualif.     |
|  | ---- | ---------------------- | --- | -- | -- | -- | ---- | ---- | ----- | ----- | ----------- |
|  | 1.   | ZVVZ USK Praha         | 44  | 22 | 22 | 0  | 2330 | 1107 | +1223 |       | ai play-off |
|  | 2.   | DSK Basketball Nymburk | 40  | 22 | 18 | 4  | 1885 | 1512 | +373  |       | ai play-off |
|  | 3.   | KP Brno                | 39  | 22 | 17 | 5  | 1753 | 1397 | +356  |       | ai play-off |
|  | 4.   | Sokol Hradec Králové   | 37  | 22 | 15 | 7  | 1803 | 1443 | +360  | 1,140 | ai play-off |
|  | 5.   | BLK Slavia Praga       | 37  | 22 | 15 | 7  | 1885 | 1539 | +346  | 0,877 | ai play-off |
|  | 6.   | BK Žabiny Brno         | 36  | 22 | 14 | 8  | 1560 | 1365 | +195  |       | ai play-off |
|  | 7.   | Slovanka MB            | 31  | 22 | 9  | 13 | 1491 | 1694 | -203  |       | ai play-off |
|  | 8.   | BA Karlovy Vary        | 29  | 22 | 7  | 15 | 1416 | 1756 | -340  |       | ai play-off |
|  | 9.   | BK Loko Trutnov        | 28  | 22 | 6  | 16 | 1416 | 1795 | -379  |       | ai play-out |
|  | 10.  | U19 Chance Strakonice  | 26  | 22 | 4  | 18 | 1240 | 1912 | -672  |       | ai play-out |
|  | 11.  | SBŠ Ostrava            | 25  | 22 | 3  | 19 | 1218 | 1809 | -591  |       | ai play-out |
|  | 12.  | Teamstore Brno         | 24  | 22 | 2  | 20 | 1336 | 2004 | -668  |       | ai play-out |

Legenda:
       Campione della Rep. Ceca.
      Ammessa ai play-off.
      Ammessa ai play-out.
  Vincitrice della Coppa della Rep. Ceca 2018
Note:
Due punti a vittoria, uno a sconfitta.

### Risultati
|                       | BNY    | BKV    | BZB   | KPB    | LTV    | SPR   | SLO    | SHK    | SOS    | TBR    | U19    | USK    |
| --------------------- | ------ | ------ | ----- | ------ | ------ | ----- | ------ | ------ | ------ | ------ | ------ | ------ |
| Basketball Nymburk    |        | 104-64 | 68-61 | 64-78  | 102-56 | 74-62 | 97-65  | 65-60  | 104-51 | 114-76 | 74-53  | 58-105 |
| BA Karlovy Vary       | 80-90  |        | 56-65 | 67-89  | 64-69  | 46-94 | 60-83  | 53-102 | 71-44  | 100-73 | 77-66  | 41-117 |
| BK Žabiny Brno        | 66-86  | 67-43  |       | 47-70  | 62-55  | 78-68 | 86-81  | 53-66  | 75-58  | 102-55 | 78-42  | 60-78  |
| KP Brno               | 74-80  | 79-54  | 68-57 |        | 80-58  | 80-85 | 74-54  | 74-60  | 100-52 | 96-48  | 93-57  | 66-87  |
| Loko Trutnov          | 65-98  | 59-74  | 50-74 | 54-78  |        | 76-69 | 64-86  | 52-98  | 57-72  | 85-60  | 107-51 | 32-127 |
| BLK Slavia Praga      | 105-77 | 96-75  | 83-68 | 73-69  | 104-68 |       | 95-54  | 82-90  | 90-58  | 116-45 | 110-40 | 69-98  |
| Slovanka MB           | 69-78  | 81-68  | 43-65 | 58-76  | 82-75  | 68-83 |        | 82-105 | 64-60  | 88-67  | 41-53  | 55-93  |
| Sokol Hradec Králové  | 76-86  | 77-63  | 64-79 | 69-74  | 75-52  | 81-68 | 88-70  |        | 90-51  | 102-46 | 85-50  | 63-81  |
| SBŠ Ostrava           | 56-105 | 62-78  | 44-85 | 51-75  | 52-90  | 59-80 | 39-73  | 55-89  |        | 83-47  | 59-60  | 43-125 |
| Technic Brno          | 41-85  | 72-78  | 58-97 | 61-87  | 75-89  | 77-87 | 61-73  | 63-104 | 69-50  |        | 62-73  | 48-127 |
| U19 Chance Strakonice | 65-116 | 50-70  | 43-80 | 63-109 | 73-68  | 64-93 | 80-85  | 69-100 | 57-82  | 54-90  |        | 44-125 |
| ZVVZ USK Praha        | 84-60  | 117-34 | 86-55 | 98-64  | 139-35 | 94-73 | 127-36 | 75-59  | 125-37 | 114-42 | 108-33 |        |

## Play-out
Le ultime quattro squadre della stagione regolare si incontrano disputando ciascuna 6 partite tra andata e ritorno, mantenendo i risultati che hanno ottenuto nella precedente fase. In conclusione la classifica finale dal nono al dodicesimo posto è la seguente:
|  | Pos. | Squadra               | Pt. | G  | V  | P  | PtF  | PtS  | Dif. |
|  | ---- | --------------------- | --- | -- | -- | -- | ---- | ---- | ---- |
|  | 9.   | BK Loko Trutnov       | 39  | 28 | 11 | 17 | 1795 | 2148 | -353 |
|  | 10.  | U19 Chance Strakonice | 36  | 28 | 8  | 20 | 1631 | 2273 | -642 |
|  | 11.  | SBŠ Ostrava           | 33  | 28 | 5  | 23 | 1592 | 2168 | -576 |
|  | 12.  | Teamstore Brno        | 31  | 28 | 3  | 25 | 1702 | 2441 | -739 |

Legenda:
      Spareggio con le prime due della 1. liga.
Note:
Due punti a vittoria, uno a sconfitta.

### Risultati
|                       | LTR   | OST   | U19   | TBN   |
| --------------------- | ----- | ----- | ----- | ----- |
| BK Loko Trutnov       |       | 59-49 | 66-57 | 72-59 |
| SBŠ Ostrava           | 61-67 |       | 78-51 | 77-58 |
| U19 Chance Strakonice | 62-43 | 60-54 |       | 80-55 |
| MK Technic Brno       | 65-72 | 64-55 | 65-81 |       |

## Play-off
Vengono disputati tra la prima e la ottava classificata in una serie che si disputa al meglio delle cinque gare: la prima, la terza e l'eventuale quinta partita si giocano in casa della squadra meglio classificata, la seconda e l'eventuale quarta si giocano in casa della squadra peggio classificata.
|  | Quarti | Quarti                 | Quarti |  |                        | Semifinali             | Semifinali           | Semifinali |                 |                      | Finale               | Finale             | Finale |
|  |        |                        |        |  |                        |                        |                      |            |                 |                      |                      |                    |        |
|  | 1      | ZVVZ USK Praha         | 3      |  |                        |                        |                      |            |                 |                      |                      |                    |        |
|  | 1      | ZVVZ USK Praha         | 3      |  |                        |                        |                      |            |                 |                      |                      |                    |        |
|  | 8      | BA Karlovy Vary        | 0      |  |                        |                        |                      |            |                 |                      |                      |                    |        |
|  | 8      | BA Karlovy Vary        | 0      |  | ZVVZ USK Praha         | ZVVZ USK Praha         | 3                    |            |                 |                      |                      |                    |        |
|  |        |                        |        |  | ZVVZ USK Praha         | ZVVZ USK Praha         | 3                    |            |                 |                      |                      |                    |        |
|  |        |                        |        |  |                        | Sokol Hradec Králové   | Sokol Hradec Králové | 0          |                 |                      |                      |                    |        |
|  | 4      | Sokol Hradec Králové   | 3      |  |                        | Sokol Hradec Králové   | Sokol Hradec Králové | 0          |                 |                      |                      |                    |        |
|  | 4      | Sokol Hradec Králové   | 3      |  |                        |                        |                      |            |                 |                      |                      |                    |        |
|  | 5      | BLK Slavia Praga       | 2      |  |                        |                        |                      |            |                 |                      |                      |                    |        |
|  | 5      | BLK Slavia Praga       | 2      |  |                        |                        |                      |            |                 | ZVVZ USK Praha       | ZVVZ USK Praha       | 3                  |        |
|  |        |                        |        |  |                        |                        |                      |            |                 | ZVVZ USK Praha       | ZVVZ USK Praha       | 3                  |        |
|  |        |                        |        |  |                        |                        |                      |            |                 |                      | KP Brno              | KP Brno            | 0      |
|  | 2      | DSK Basketball Nymburk | 3      |  |                        |                        |                      |            |                 |                      | KP Brno              | KP Brno            | 0      |
|  | 2      | DSK Basketball Nymburk | 3      |  |                        |                        |                      |            |                 |                      |                      |                    |        |
|  | 7      | Slovanka MB            | 0      |  |                        |                        |                      |            |                 |                      |                      |                    |        |
|  | 7      | Slovanka MB            | 0      |  | DSK Basketball Nymburk | DSK Basketball Nymburk | 1                    |            | Finale 3° posto | Finale 3° posto      | Finale 3° posto      |                    |        |
|  |        |                        |        |  | DSK Basketball Nymburk | DSK Basketball Nymburk | 1                    |            |                 |                      |                      |                    |        |
|  |        |                        |        |  |                        | KP Brno                | KP Brno              | 3          |                 |                      | Basketball Nymburk   | Basketball Nymburk | 3      |
|  | 3      | KP Brno                | 3      |  |                        |                        | KP Brno              | 3          |                 |                      | Basketball Nymburk   | Basketball Nymburk | 3      |
|  | 3      | KP Brno                | 3      |  |                        |                        |                      |            |                 | Sokol Hradec Králové | Sokol Hradec Králové | 0                  |        |
|  | 6      | BK Žabiny Brno         | 1      |  |                        |                        |                      |            |                 |                      | Sokol Hradec Králové | 0                  |        |
|  | 6      | BK Žabiny Brno         | 1      |  |                        |                        |                      |            |                 |                      |                      |                    |        |

### Quarti di finale
| Squadra 1            | Totale | Squadra 2        | Gara 1   | Gara 2  | Gara 3   | Gara 4   | Gara 5  |
| -------------------- | ------ | ---------------- | -------- | ------- | -------- | -------- | ------- |
| KP Brno              | 3 - 1  | BK Žabiny Brno   | 53 - 61  | 74 - 53 | 74 - 64  | 70 - 61  | -       |
| Sokol Hradec Králové | 3 - 2  | BLK Slavia Praga | 81 - 62  | 59 - 90 | 65 - 71  | 107 - 62 | 92 - 63 |
| ZVVZ USK Praga       | 3 - 0  | BA Karlovy Vary  | 101 - 65 | 87 - 65 | 122 - 54 | -        | -       |
| Basketball Nymburk   | 3 - 0  | Slovanka MB      | 70 - 66  | 74 - 51 | 68 - 51  | -        | -       |

### Semifinali
| Squadra 1          | Totale | Squadra 2            | Gara 1   | Gara 2  | Gara 3  | Gara 4  | Gara 5 |
| ------------------ | ------ | -------------------- | -------- | ------- | ------- | ------- | ------ |
| ZVVZ USK Praga     | 3 - 0  | Sokol Hradec Králové | 107 - 53 | 98 - 64 | 87 - 49 | -       | -      |
| Basketball Nymburk | 1 - 3  | KP Brno              | 66 - 74  | 75 - 73 | 84 - 87 | 64 - 73 | -      |

### Finale 3/4
La prima e la terza gara si sono disputate a Nymburk il 20 e il 26 aprile, la seconda a Hradec Králové il 24 aprile.
| Squadra 1          | Totale | Squadra 2            | Gara 1  | Gara 2  | Gara 3  | Gara 4 | Gara 5 |
| ------------------ | ------ | -------------------- | ------- | ------- | ------- | ------ | ------ |
| Basketball Nymburk | 3 - 0  | Sokol Hradec Králové | 88 - 68 | 79 - 61 | 96 - 81 | -      | -      |

### Finale
La prima e la terza gara si sono disputate a Praga il 25 aprile e il 2 maggio, la seconda a Brno il 29 aprile.
| Squadra 1      | Totale | Squadra 2 | Gara 1  | Gara 2  | Gara 3  | Gara 4 | Gara 5 |
| -------------- | ------ | --------- | ------- | ------- | ------- | ------ | ------ |
| ZVVZ USK Praga | 3 - 0  | KP Brno   | 79 - 61 | 89 - 62 | 80 - 50 | -      | -      |

## Verdetti
- Campione della Rep. Ceca:  ZVVZ USK Praga
Formazione:[2] (1) Kristýna Brabencová, (3) Leticia Romero, (5) Julie Pospíšilová, (6) Karolína Elhotová, (7) Alena Hanušová, (8) Veronika Voráčková, (9) Marija Režan, (10) Marta Xargay, (11) Kateřina Elhotová, (12) Tereza Vyoralová, (14) Veronika Šípová, (15) Aneta Mainclová, (17) Amanda Zahui, (20) Michaela Krejzová, (24) DeWanna Bonner. All. Natália Hejková.
- Retrocessa in 1. liga:  nessuna.
- Vincitrice Coppa della Rep. Ceca:  Královo Pole Brno